# Ширококрылый колибри
Ширококры́лый коли́бри (лат. Eupetomena macroura) — вид колибри-образных птиц из подсемейства Trochilinae внутри семейства колибри (Trochilidae), выделяемый в род Eupetomena. Этот вид распространён в Аргентине, Боливии, Бразилии, Французской Гвиане, Перу и Суринаме. Длина тела самца 17—17,5 см, самки — 14,5 см; длина клюва у обоих полов 2,2 см. Встречаются эти птицы на плантациях, в сельских садах, городских местностях, засушливых саваннах, тропических и субтропических засушливых и влажных лесах. Крылья ширококрылого колибри двигаются со скоростью 20 взмахов в секунду. 